# Prima scriptura
Prima scriptura je křesťanská doktrína, učící že kanonizované písmo je „první“ nebo „především“ jiným zdroje božského zjevení. Tento pohled implicitně naznačuje, že kromě kanonických písem mohou existovat i další vodítka pro to, čemu by měl věřící věřit a jak by měl žít, jako je Duch svatý, stvořený řád, tradice, charismatické dary, mystický vhled, andělské navštívení, svědomí, zdravý rozum, názory odborníků, duch doby nebo něco jiného. Prima scriptura naznačuje, že způsoby, jak poznat nebo pochopit Boha a jeho vůli, které nepocházejí z kanonizovaného písma, jsou možná užitečné při výkladu tohoto písma, ale lze je ověřit kánonem a dále vysvětlit, pokud se zdá, že jsou v rozporu s písmy. Prima sciptura je podporována anglikánskou, metodistickou a letniční tradicí křesťanství, která naznačuje, že Písmo je primárním zdrojem křesťanské doktríny, ale že „tradice, zkušenost a rozum“ mohou křesťanské náboženství živit, pokud jsou v souladu s Biblí.

## Charakteristika
Pravoslavné církve učí, že Písmo není ani nad, ani pod Tradicí a že Písmo je součástí psané Tradice Církve. Je učiněna analogie, kdy je celý církevní život přirovnáván k náhrdelníku zdobenému drahokamy, jehož nejvzácnějším drahokamem je velký diamant uprostřed, který představuje písmo. Ostatní drahokamy představují další části svaté tradice. Zatímco žádný z ostatních šperků se diamantu nevyrovná, přesto přispívají k jeho kráse; diamant vypadá nejlépe jako součást celého náhrdelníku (tj. při pohledu v kontextu církevní tradice). Sola scriptura, což je analogie vytrhávání diamantu z náhrdelníku, protože si ho člověk raději prohlíží sám, jen ubírá diamantu na kráse a hodnotě.
Prima scriptura je někdy v kontrastu k sola scriptura, který doslovně překládá „samotným písmem“. Dřívější doktrína, jak ji chápali protestanté – zejména evangelikálové – je, že Písmo je jediným neomylným pravidlem víry a praxe, ale že význam Písma může být zprostředkován prostřednictvím mnoha druhů sekundárních autorit, jako jsou běžné učitelské úřady Církev, starověk, koncily křesťanské církve, rozum a zkušenost.